# Carallia suffruticosa
Carallia suffruticosa är en tvåhjärtbladig växtart som beskrevs av Henry Nicholas Ridley. Carallia suffruticosa ingår i släktet Carallia, och familjen Rhizophoraceae. Inga underarter finns listade i Catalogue of Life.